# Sauris basilia
Sauris basilia är en fjärilsart som beskrevs av Louis Beethoven Prout 1958. Sauris basilia ingår i släktet Sauris och familjen mätare. Inga underarter finns listade.